# Microdon nigrodorsatum
Microdon nigrodorsatum är en tvåvingeart som beskrevs av Mutin 2001. Microdon nigrodorsatum ingår i släktet myrblomflugor, och familjen blomflugor. Inga underarter finns listade i Catalogue of Life.